# Кизяташ
Кизяташ (Камышкуль) — река в Республике Башкортостан России. Устье реки находится в 16 км по правому берегу реки Малая Уртазымка. Длина реки составляет 22 км.

## Данные водного реестра
По данным государственного водного реестра России относится к Уральскому бассейновому округу, водохозяйственный участок реки — Урал от Магнитогорского гидроузла до Ириклинского гидроузла, речной подбассейн реки — подбассейн отсутствует. Речной бассейн реки — Урал (российская часть бассейна).
Код объекта в государственном водном реестре — 12010000312112200002448.